# Coup d'État de 1885 au Népal
 (mai 2022).
Le coup d'État de 1885 au Népal (népalais : ४२ सालको पर्व) est un coup d'État survenu le 22 novembre 1885 au Népal.

## Coup d'État
Le coup d'État a été dirigé par Khadga Shumsher (en), Bhim Shumsher (en), Bir Shumsher (en) et Dambar Shumsher (en) contre Rana Udip Singh Bahadur Rana (en), (tué lors du coup d'État). Il a été un succès et Bir Shumsher a remplacé Rana Udip Singh Bahadur Rana en tant que premier ministre du Népal.